# Silverpoppelspinnare
Silverpoppelspinnare eller silverpoppelfly (Earias vernana) är en art i insektsordningen fjärilar som tillhör familjen trågspinnare.

## Kännetecken
Silverpoppelspinnaren är en ganska liten trågspinnare med en vingbredd på 18 till 22 millimeter. Fjärilen har ljust grågröna framvingar med två vagt markerade tvärlinjer, vilka är något mörkare gröna än resten av vingen. Bakvingarna är vita med grönaktig ytterkant. Kroppen har en fin och tät ljus behåring.

## Utbredning
Silverpoppelspinnarens utbredning i världen är inte helt känd. I Europa förekommer den huvudsakligen i de centrala delarna, västerut till Sverige, Danmark och Holland, söderut till södra Frankrike och Grekland, samt österut till Uralbergen. 

### Status
I Sverige var silverpoppelspinnaren upptagen som starkt hotad i 2005 års rödlistning. Fynd av arten har gjorts i Skåne och Blekinge, men det är troligt att den numera bara finns kvar på ett fåtal platser i Skåne. Det största hotet mot arten angavs vara att dess värdträd, silverpoppel, huggs ner eller konkurreras ut genom igenväxning och beskuggning av andra träd. Nedhuggningen beror främst på att silverpoppel inte längre är lika populärt som park- och alléträd som det var tidigare.
I 2010 års rödlistning anges silverpoppelspinnaren enligt kriteriet "ej tillämplig" (NA).

## Levnadssätt
Silverpoppelspinnaren har som andra fjärilar fullständig förvandling och genomgår utvecklingsstadierna ägg, larv, puppa och imago. Fortplantningen sker på sommaren och honan lägger äggen ett och ett på undersidan av värdträdets blad. Efter ungefär en vecka kläcks äggen och larven börjar äta av bladen. I sitt huvudsakliga utbredningsområde, det vill säga mellersta Europa, har arten två generationer per år. Då fullbildade fjärilar och larver även i Norden kan återfinnas samtidigt under en relativt lång period så är det möjligt att så är fallet även här, men detta är inte säkert dokumenterat och uppfödning av larver i fångenskap har bara kunnat påvisa att kläckningen kan ske under en längre period. De individer som övervintrar gör det som puppor.